# Йота Гидры
Йота Гидры (лат. ι Hydrae), 35 Гидры (лат. 35 Hydrae), HD 83618 — двойная звезда в созвездии Гидры на расстоянии приблизительно 240 световых лет (около 73,7 парсек) от Солнца. Видимая звёздная величина звезды — +3,9m. Возраст звезды определён как около 2,34 млрд лет.

## Характеристики
Первый компонент — оранжевый гигант спектрального класса K2III, или K2,5III, или K0. Масса — около 2,678 солнечной, радиус — около 29,37 солнечного, светимость — около 276,817 солнечной. Эффективная температура — около 4252 K.
Второй компонент — коричневый карлик. Масса — около 55,32 юпитерианской. Удалён в среднем на 2,077 а.е..